# Portrait of an Artist (Pool with Two Figures)
Portrait of an Artist (Pool with Two Figures) è un dipinto ad acrilico su tela (210x300 cm) realizzato nel 1972 dal pittore David Hockney.

## Descrizione
Il dipinto rappresenta un uomo in costume bianco che nuota a rana sottacqua in una piscina, mentre sul bordo il pittore Peter Schlesinger si china lievemente per osservarlo. Il dipinto è ambientato a Saint-Tropez, nel Sud della Francia, e il panorama dietro alla terrazza raffigura dei boschi e delle montagne, rese in maniera stilizzata secondo lo stile caratteristico di Hockney.

## Storia
David Hockney visitò la California per la prima volta nel gennaio del 1964 dopo la sua prima mostra di successo. Il pittore era da lungo affascinato dagli Stati Uniti e da Los Angeles in particolare, sia per la presenza dell'industria cinematografica di Hollywood che per gli edifici modernisti come Case Study House #21. Inoltre, essendo omosessuale, Hockney era appassionato della rivista gay Physique Pictorial, la cui redazione si trovava proprio a Los Angeles. Al pittore la città piacque molto da subito e in seguito parlò dell'esperienza della prima visita a Los Angeles ricordando il volo sopra San Bernardino, da cui poté vedere tutte le piscine dall'altro. Fu proprio a Los Angeles che nel 1964 dipinse il suo primo quadro raffigurante una piscina (California Art Collector), un soggetto che sarebbe diventato frequente negli anni successivi in opere come Peter Getting Out of Nick's Pool (1966) e A Bigger Splash (1967). L'opera inoltre è caratteristica della fase artistica del pittore che va dal 1968 al 1977, quando Hockney dipinse un gran numero di ritratti a coppie, come American Collectors (Fred and Marcia Weisman) (1968) e Mr and Mrs Clark and Percy (1971).
La genesi dell'opera fu casuale: Hockney ebbe l'ispirazione dopo aver visto delle foto distribuite casualmente sul pavimento del suo studio. In una fotografia, scattata in California nel 1966, un giovane uomo nuotava sotto il pelo dell'acqua, mentre in un'altra un uomo guardava per terra. Messa una accanto all'altra le fotografie sembravano mostrare un uomo che osserva il bagnante e Hockney decise di dipingere questa scena. La sua relazione con Schlesinger era finita improvvisamente nel 1971 dopo una lite a Cadaqués e Hockney ritrae la fine della loro relazione mostrando il proprio ex che guarda un altro uomo mentre gli si avvicina. Il pittore lavorò al dipinto per quattro mesi verso la fine del 1971, ma essendo poco soddisfatto dal risultato abbandonò la prima versione e ricominciò da capo. Dopo alcuni mesi in viaggio, Hockney riprese l'opera nel 1972, viaggiando anche nel Sud della Francia per visualizzare più chiaramente la scena. Per farlo utilizzò la piscina di Tony Richardson a Le Nid du Duc, mentre il suo assistente Mo McDermott ricreava la posa di Schesinger e il giovane fotografo John St Clair nuotava nella piscina. Hockney scattò centinaia di foto per studiare la composizione delle figure.
Di ritorno a Londra, Hockney completò il dipinto in due settimane e lo spedì immediatamente a New York per esporlo alla galleria di André Emmerich, dove rimase esposto dal 13 al 31 maggio del 1972.

## Un quadro da record
Dopo essere stato esposto alla Tate Modern e al Metropolitan Museum of Art, Portrait of an Artist (Pool with Two Figures) fu messo all'asta a Christie's e il 16 novembre del 2018 fu venduto a un acquirente sconosciuto per la cifra record di 90,3 milioni di dollari, confermandosi come il quadro più costoso realizzato da un artista vivente. Tuttavia il dipinto mantenne il record solo per alcuni mesi, dato che nel maggio dell'anno successivo la scultura Rabbit di Jeff Koons viene venduta a 91,1 milioni di dollari.